# Grupa Żywiec

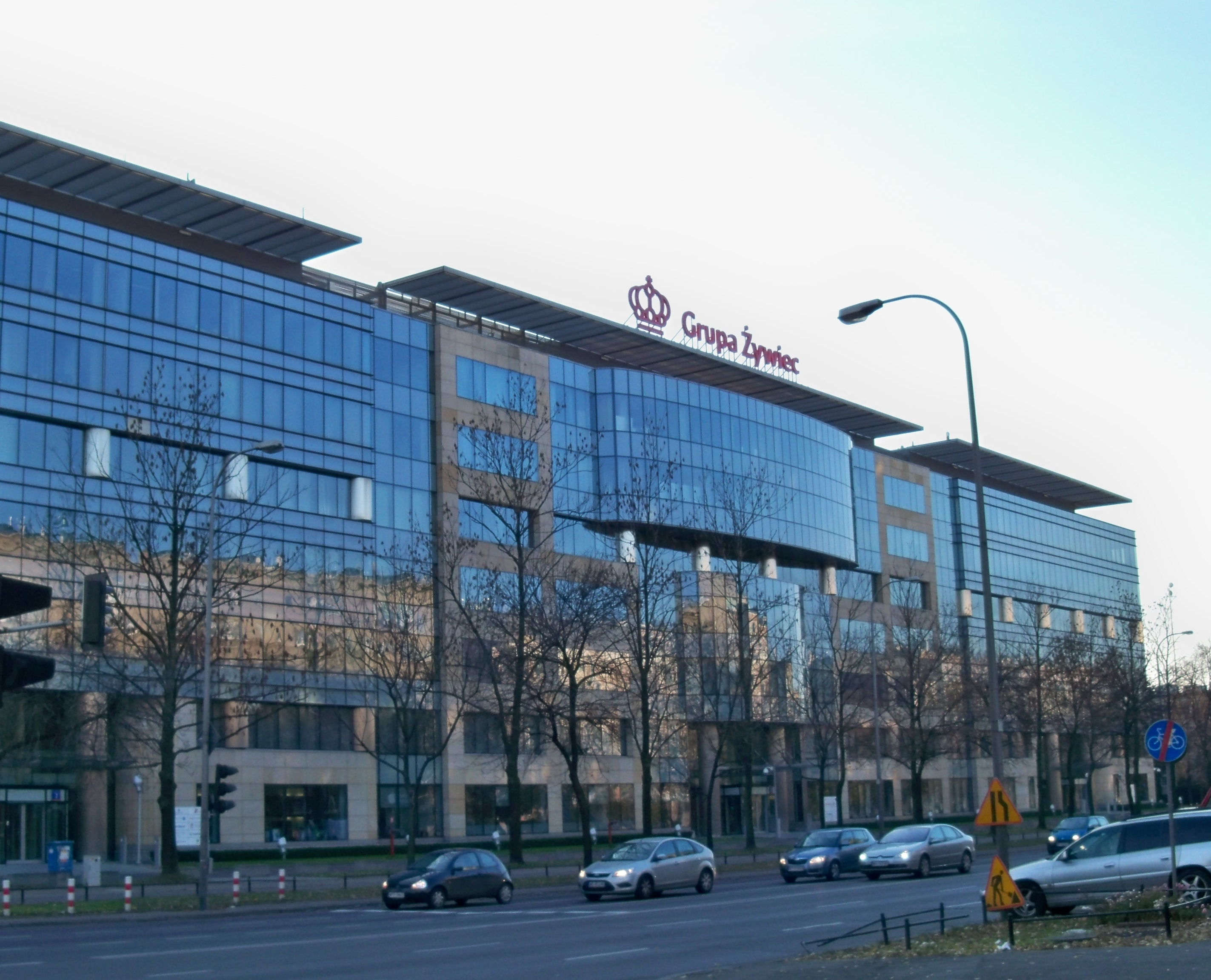
Firmensitz in Warschau

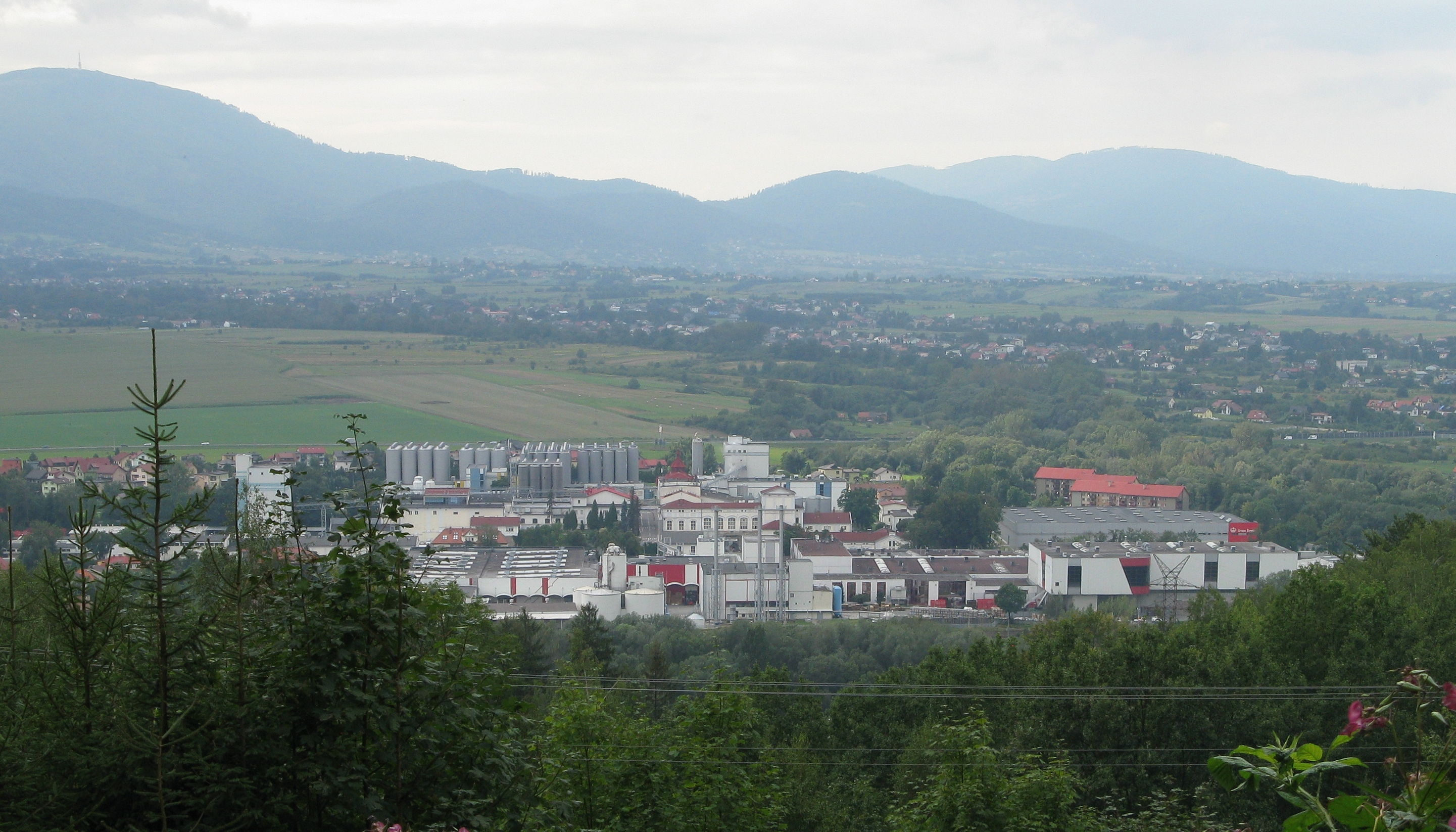
Brauerei Żywiec

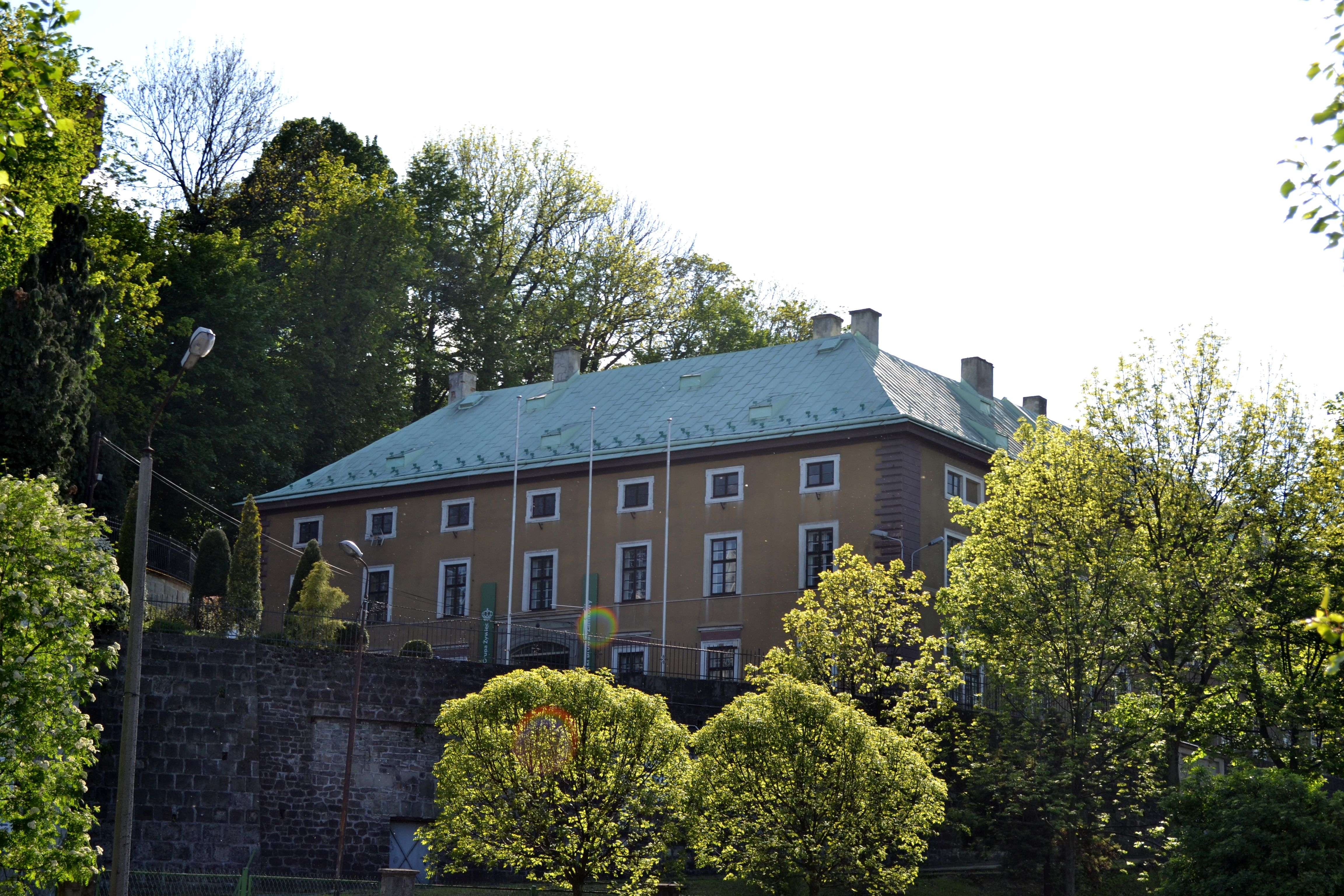
Schlossbrauerei Cieszyn

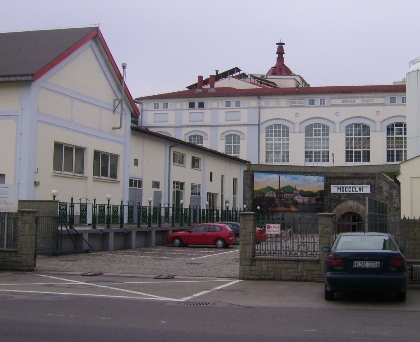
Brauereimuseum Żywiec

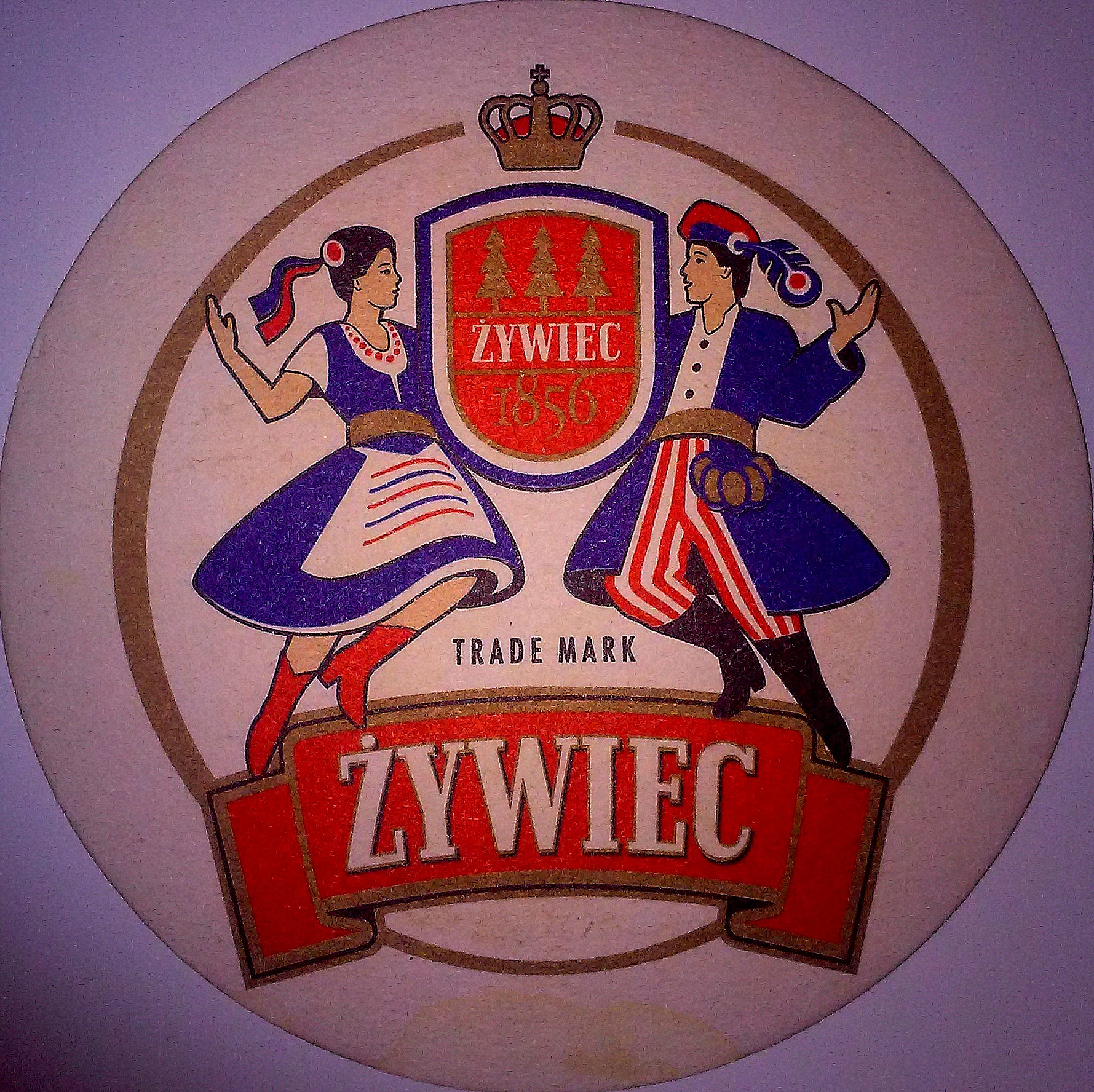
Bierdeckel Żywiec

Grupa Żywiec S.A. ist ein polnischer Bierproduzent, der 1998 als Zusammenschluss zahlreicher Brauereien gegründet wurde. Haupteigentümer ist die Heineken Holding N.V. mit 61 %, die wiederum zu 51,7 % von L’Arche Green N.V. kontrolliert wird. L’Arche Green gehört zu 88,67 % den Nachkommen von Alfred Heineken. Das Brauunternehmen besitzt einen Marktanteil von ca. 27 % in Polen und hat seinen Firmensitz in Żywiec.

## Marken
Die Grupa Żywiec S.A. hält die Markenrechte an den folgenden polnischen Biermarken:
- Żywiec
- Żywiec Białe
- Żywiec Marcowe
- Żywiec APA
- Żywiec Amerykańskie Pszeniczne
- Żywiec Porter
- Żywiec Bock
- Żywiec Saison
- Warka
- Warka Radler
- Tatra
- Tatra Mocne
- Tatra Niepasteryzowane
- EB
- Specjal
- Specjal Niefiltrowany
- Specjal Bursztynowy
- Królewskie
- Kujawiak
- Leżajsk
- Strong
- Freeq
- Brackie
- Hevelius
- Kaper

Weiterhin hat Grupa Żywiec S.A. die Vertriebsrechte für Polen für die folgenden ausländischen Biermarken:
- Heineken
- Desperados
- Fischer
- Murphy’s Irish Stout
- Murphy’s Irish Red

## Brauereien
Die Grupa Żywiec S.A. betreibt derzeit folgende Brauereien:
| Brauerei                         | Gründungsjahr | Sitz            | Beitritt zur Grupa Żywiec | Status           |
| -------------------------------- | ------------- | --------------- | ------------------------- | ---------------- |
| Brauerei Elbląg                  | 1872          | Elbląg          | 1999                      | aktiv            |
| Brauerei Warka                   | 1975          | Warka           | 1999                      | aktiv            |
| Brauerei Leżajsk                 | 1977          | Leżajsk         | 1999                      | aktiv            |
| Brauerei Żywiec                  | 1856          | Żywiec          | 1999                      | aktiv            |
| Schlossbrauerei Cieszyn          | 1846          | Cieszyn         | 1999                      | aktiv            |
| Brauerei Namysłów                |               | Namysłów        | 2020                      | aktiv            |
| Brauerei Łańcut                  | 1834          | Łańcut          | 1999                      | stillgelegt 2001 |
| Brauerei Braniewo                | 1854          | Braniewo        |                           | verkauft         |
| Brauerei Wrzeszcz                | 1871          | Gdańsk-Wrzeszcz | 1999                      | stillgelegt      |
| Brauerei Bielsko-Biała           | 1875          | Bielsko-Biała   | 1999                      | verpachtet 2004  |
| Sächsische Brauerei              | 1815          | Radom           | 1999                      | verschenkt 2002  |
| Browary Warszawskie „Królewskie“ | 1846          | Warschau        | 2004                      | stillgelegt 2004 |
| Brauerei Bydgoszcz               | 1858          | Bydgoszcz       | 2004                      | stillgelegt 2006 |